# Llac de Toma
El Llac de Toma (Romanx: Lag da Toma, Alemany: Tomasee) és un llac alpí a la cara del nord del pic Piz Badus, a sobre del poble de Tujetsch als Grisons, Suïssa. La seva superfície és de 2.5 hectàrees.
El llac és la font del Rin Anterior i és considerat com l'aiguaneix oficial del Rin (la font del Rin Posterior es troba a sobre de Hinterrhein (Grisons) a 46° 29′ 56″ N, 9° 03′ 54″ E / 46.499°N,9.065°E).
És possible d'arribar al llac a peu per un camí de muntanya des del Coll d'Oberalp.

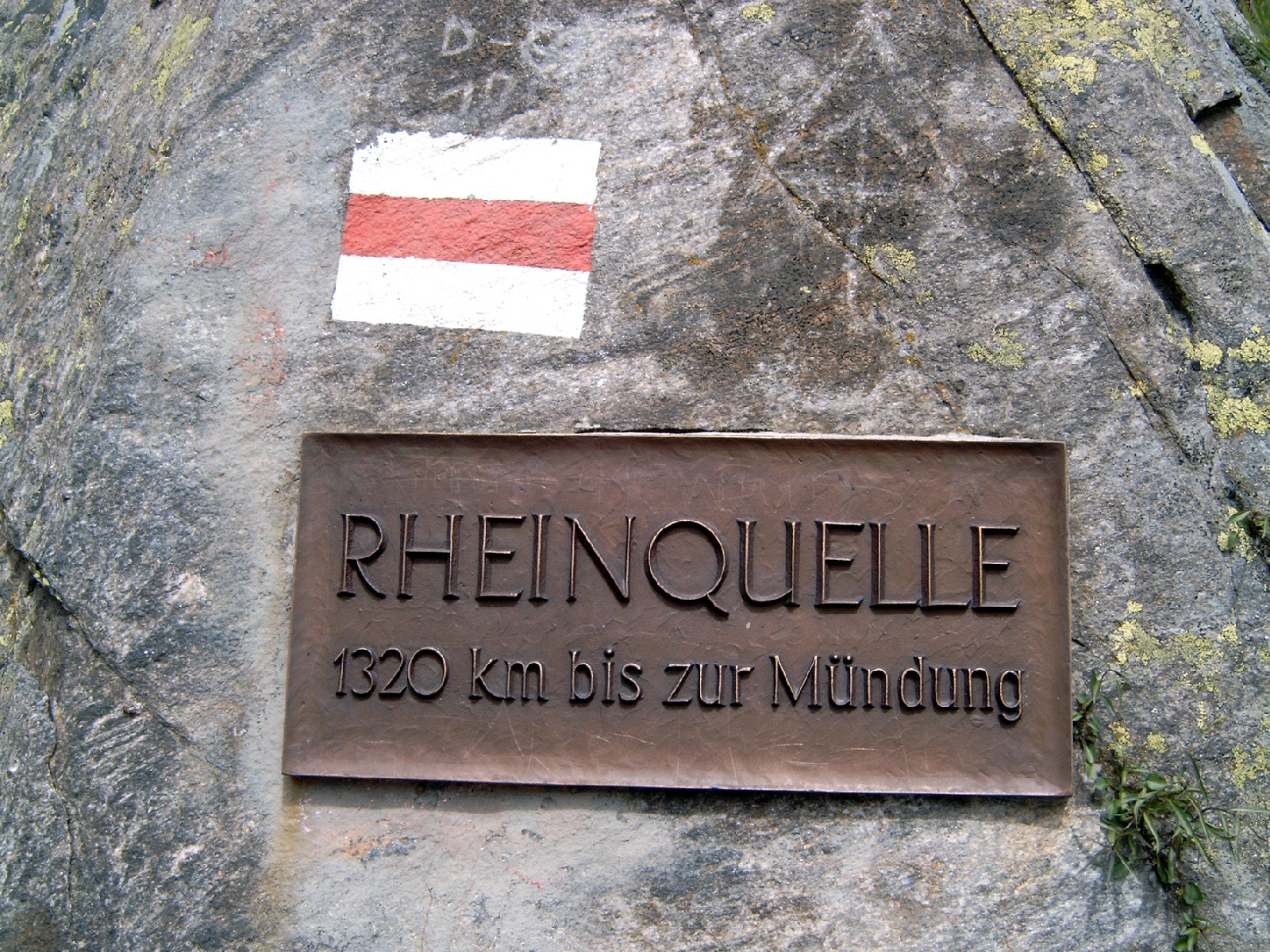
Foto del punt d'aiguaneix del riu Rin.